# Polina Seronosova
Polina Olegvna Seronosova (en russe : Полина Олеговна Сероносова et en biélorusse : Паліна Алегаўна Сераносава / Palina Alehauna Seranosava), née le 22 janvier 1993 à Nyukhcha, est une fondeuse biélorusse, à l'origine russe.

## Carrière
Serenosova prend part à sa première compétition FIS en fin d'année 2009. Pendant de multiples saisons, elle arbore le circuit de la Coupe d'Europe de l'Est, sans obtenir de résultat significatif, jusqu'à obtenir ses premiers résultats dans le top trente en 2015. En février 2016, elle monte sur son premier podium dans cette compétition avec une deuxième place sur un dix kilomètres classique à Krasnogorsk.
Naturalisée biélorusse, elle fait alors ses débuts en Coupe du monde en décembre 2016 à Davos (58e). Quelques mois plus tard, sur sa deuxième étape à ce niveau, à Pyeongchang, elle s'offre ses premiers points avec une 23e sur le sprint classique. Juste après, elle se rend à Lahti pour prendre part à ses premiers Championnats du monde, aussi son premier événement majeur international ; elle y est 41e du sprint, 51e du dix kilomètres ou encore 11e du sprint par équipes.
Lors de la saison 2017-2018, la fondeuse aligne plusieurs résultats entre la vingtième et la trentième place en Coupe du monde.
En 2018, elle dispute aussi ses premiers Jeux olympiques à Pyeongchang et toutes les épreuves en ski de fond, se classant 41e du sprint classique, 48e du dix kilomètres libre, 46e du skiathlon, 40e du trente kilomètres classique, 16e du sprint par équipes et 14e avec le relais. 
Un an plus tard, elle court les Championnats du monde à Seefeld, échouant à se qualifier sur le sprint individuel (48e), mais termine dans le top trente au dix kilomètres classique (18e), soit son meilleur résultat dans l'élite et au skiathlon (26e) dix et arrive 9e au sprint par équipes. 
Elle prend part également au Tour de ski 2019-2020.

## Palmarès

### Jeux olympiques d'hiver
| Épreuve / Édition   | Sprint                           | Sprint    | 10 km | 10 km                            | Skiathlon 2 × 7,5 km | 30 km | Relais | Relais   |
| Épreuve / Édition   | libre                            | classique | libre | classique                        | Skiathlon 2 × 7,5 km | 30 km | Sprint | 4 × 5 km |
| JO 2018 Pyeongchang | Épreuve inexistante à cette date | 41e       | 48e   | Épreuve inexistante à cette date | 46e                  | 40e   | 16e    | 14e      |

Légende :
- : pas d'épreuve
- — : Non disputée par Serenosova

### Championnats du monde
| Épreuve / Édition     | Sprint | Sprint                           | 10 km                            | 10 km     | Skiathlon 2 × 7,5 km | 30 km   | Relais | Relais   |
| Épreuve / Édition     | libre  | classique                        | libre                            | classique | Skiathlon 2 × 7,5 km | 30 km   | Sprint | 4 × 5 km |
| Mondiaux 2017 Lahti   | 41e    | Épreuve inexistante à cette date | Épreuve inexistante à cette date | 51e       | -                    | Abandon | 11e    | -        |
| Mondiaux 2019 Seefeld | 48e    | Épreuve inexistante à cette date | Épreuve inexistante à cette date | 18e       | 26e                  | 30e     | 9e     | -        |

Légende :
- : pas d'épreuve
- — : Non disputée par Serenosova

### Coupe du monde
- Meilleur classement général : 91e en 2018.
- Meilleure performance individuelle : 23e.

#### Classements en Coupe du monde
| Année     | Classement général final | Classement distance | Classement sprint |
| 2016-2017 | 97e                      | 81e                 | 70e               |
| 2017-2018 | 91e                      | 70e                 | 73e               |
| 2019-2020 | 101e                     |                     |                   |

### Coupe d'Europe de l'Est
- 2 podiums.